# Magic Circle (advocatenkantoren)
De Magic Circle is een informele verzamelterm voor de topadvocatenkantoren uit het Verenigd Koninkrijk.

## Advocatenkantoren
De volgende vijf kantoren worden gerekend tot de Magic Circle:
- Allen & Overy
- Clifford Chance
- Freshfields Bruckhaus Deringer
- Linklaters
- Slaughter and May

Deze kantoren worden beschouwd als de meest prestigieuze advocatenkantoren in het Verenigd Koninkrijk. Zij hebben elk jaar op rij de hoogste omzet per partner en hoogste omzet per advocaat.
In 2010 stonden vier leden van de Magic Circle in de wereldtoptien van advocatenkantoren gemeten naar omzet.